# Internetová aukce
Internetová aukce je druh internetové inzerce, která se řídí pravidly aukce.

## Princip internetové aukce
V internetových aukcích lze nabízet a nakupovat zboží. Pro obojí je nezbytné se nejprve zaregistrovat na některém z aukčních serverů.
Při zakládání nové aukce zvolí zájemce výchozí cenu, velikost přihození a dobu trvání aukce. Ostatní registrovaní uživatelé pak postupně zvyšují nabídku (přihazují na aukci), dokud nevyprší doba trvání aukce. Toto přihazování je veřejné a ostatní uživatelé vidí jaká je poslední nejvyšší nabídka a snaží se jí přehodit. Po ukončení aukce se stane vítězem ten, kdo nabídl nejvyšší cenu. Dojde k výměně kontaktních údajů (obstarává aukční server) a oba uživatelé se poté navzájem zkontaktují a dohodnou se na způsobu výměny zboží. Po úspěšném nebo neúspěšném proběhnutí obchodu se mohou oba uživatelé navzájem ohodnotit. Tím se předchází různým podvodům (podvodník bude mít zřejmě záporná hodnocení).

## Historie internetové aukce
Nejstarším a nejznámějším internetovým aukčním portálem je server eBay, který byl založen v San José 4. září 1995 počítačovým programátorem Pierrem Omidyarem.
Důležitý portál v Česku byl portál Aukce.cz, spuštěný roku 1999, který se už více podobal dnešním aukčním serverům. Tento server již ukončil činnost. Největší nárůst zájmu o internetové aukce vzbudil server Aukro.cz, který začala provozovat polská firma Allegro v srpnu 2003. Aukro si za službu prodeje zboží v aukci účtuje poplatek z prodeje na základě dosažené ceny v aukci, a na kategorii zboží. Existují, ale internetové aukce, které si za vystavení zboží a následný prodej předmětu poplatky neúčtují. Většinou se jedná o veřejné dražby na internetu pořádané státem nebo obcí. Možností bezplatné internetové aukce pro lidi, kde mohou bez poplatku vystavit a prodat své zboží, nabízí například internetový server mTrh .

## Aukce s platbou za příhoz
Existuje též možnost tzv. aukcí s platbou za příhoz. Fungují na tomto principu: Aukce vystavuje pouze provozovatel, to je jeden z hlavních rozdílů oproti tradičním internetovým aukcím. Aukce většinou začínají od koruny, existují však i další typy dražení mnoha různých typů. Jakmile jsou aukce vystaveny, začíná se dražit. Přihodit může kdokoliv, příhoz zvýší cenu zboží o fixní cenu a vítězem se stává poslední přihazující.